# Джонсон, Джеймс (священник)
Джеймс «Холи» Джо́нсон (англ. James "Holy" Johnson; ок. 1836—1917) — священнослужитель с территории нынешней Сьерра-Леоне, общественный деятель Западной Африки, борец против рабства и расизма, один из первых африканских членов Законодательного совета Нигерии.

## Биография
Родился в Сьерра-Леоне в 1836 году в семье африканских родителей из народа йоруба, освобождённых из рабства. Джонсон поступил в школу Общества церковной миссии (CMS), а затем в институт Фура-Бэй во Фритауне, который окончил в 1858 году.
Был школьным учителем до 1863 года, когда поступил на служение. С христианством Джонсон связывал надежды на прогресс на его родине. Он ратовал за образование для народов Африки единого государства, ликвидацию розни и войн между ними.
С начала 1870-х годов был учеником и соратником идеолога африканского «культурного национализма» Эдуарда Уилмота Блайдена, вместе с которым возглавил борьбу за африканизацию церкви в Сьерра-Леоне (1872—1874) и выдвинул план создания университета Западной Африки (1872).
В 1870—1880-е выступал сторонником лозунга «Африка для африканцев», церковного и политического самоуправления, сформулировал идею независимого от англиканской церкви африканского епископата.
CMS был впечатлён потенциалом Джонсона и отправил его в свою англиканскую миссию для йоруба в Нигерии: сначала в Лагос (с 1874), а затем в Абеокуту (1877—1879). Он не преуспел в качестве миссионера, возможно, из-за своей жёсткой морали, и в 1880 году был назначен пастором церкви «Хлебное дерево» в Лагосе. Также выступил инициатором создания независимого пастората Дельты Нигера в 1892 году.
Когда колония Лагос была отделена от Золотого Берега в 1886 году, законодательный совет новой колонии состоял из четырех официальных и трех неофициальных членов. Губернатор колонии Лагос Альфред Молони назначил неофициальными представителями двух африканцев, Джонсона и купца Чарльза Джозефа Джорджа.
Джонсон оставался неофициальным членом Законодательного совета Лагоса в 1886—1894 годах, отстаивая интересы африканцев против колониальной администрации и британских торговцев, выступая за самоуправление через муниципалитеты, защищая принцип выборности африканцев в Законодательный совет.
Джонсон получил степень доктора богословия в Даремском университете в марте 1900 года. В том же году он как глава пастората был рукоположен в «неполного» епископа (без собственной епархии), чтобы служить помощником епископа в диоцезии Западной Экваториальной Африки с надзором за территориями дельты Нигера и Бенина. Занимал этот пост до своей смерти в 1917 году.
Он верил в пуританскую версию евангелического христианства, но был враждебен другим аспектам европейской культуры, которые, по его мнению, не подходили для Африки.